# Carl Jacob Schollin
Carl Jacob Schollin, född 5 september 1780 i Ekeby socken, Östergötlands län, död 6 december 1824 i Örtomta socken, Östergötlands län, var en svensk präst i Örtomta församling.

## Biografi
Carl Jacob Schollin föddes 5 september 1780 i Ekeby socken. Han var son till komministern därstädes. Schollin blev vårterminen 1801 student vid Uppsala universitet, Uppsala och höstterminen 1804 student vid Greifswalds universitet, Greifswald. Han tog 30 juli 1805 magistern vid Greifswalds universitet och prästvigdes 7 december 1805 till huspredikant på Ekenäs slott. Schollin tog pastoralexamen 3 oktober 1810 och blev kyrkoherde 7 november 1810 i Örtomta församling, Örtomta pastorat, tillträde 1812. Han avled 6 december 1824 i Örtomta socken.

### Familj
Schollin gifte sig 18 juni 1813 med Gustava Charlotta Hjelm (1789–1852). Hon var dotter till kyrkoherden i Björsäters socken. De fick tillsammans barnen Carl Johan (1814–1830) och Charlotta Lovisa (1816–1894).